# Coupe Memorial 1926
Navigation
Édition précédente Édition suivante
La finale de l'édition 1926 de la Coupe Memorial se joue au Shea's Amphitheatre de Winnipeg au Manitoba. Le tournoi est disputé dans une série au meilleur de trois rencontres entre le vainqueur du Trophée George T. Richardson, remis à l'équipe championne de l'est du Canada et le vainqueur de la Coupe Abbott remis au champion de l'ouest du pays.

## Équipes participantes
- L'Université Queen's, équipe de calibre junior disputant des rencontres exhibitions entre les équipes de l'Association de hockey de l'Ontario, division senior et ceux de la Ligue de hockey pour vétérans du Lac Ontario, est présentent en tant que vainqueurs du Trophée George T. Richardson.
- Les Canadians de Calgary de la Ligue de hockey junior de Calgary en tant que vainqueurs de la Coupe Abbott.

### Résultats
Les Canadians de Calgary remportent la Coupe en trois rencontres.
|  | Canadians de Calgary | 4-2 | Université Queen's | Winnipeg |

|  | Canadians de Calgary | 2-3 | Université Queen's | Winnipeg |

|  | Canadians de Calgary | 3-2 | Université Queen's | Winnipeg |

## Effectifs
Voici la liste des joueurs des Canadians de Calgary , équipe championne du tournoi 1926 :
- Dirigeant et Entraîneur : Eddie Poulin.
- Joueurs : Chuck Dunn, Irving Frew, Ronnie Martin, Joe McGoldrich, Donnie McFadyen, George McTeer, Tony Savage, Bert Taylor, Paul Thompson, Sam Timmins.